# Берестове (Кальміуський район)
Берестове́ — село Кальміуської міської громади Кальміуського району Донецької області в Україні. Населення становить 47 осіб.

## Загальні відомості
Відстань до Старобешева становить близько 34 км і проходить автошляхом місцевого значення.
Землі села межують із Матвієво-Курганським районом Ростовської області Російської Федерації.
Від 2014 року внесено до переліку населених пунктів на Сході України, на яких тимчасово не діє українська влада.

## Населення
За даними перепису 2001 року населення села становило 47 осіб, із них 51,06 % зазначили рідною мову українську та 48,94 % — російську.